# Хто ти такий? (фільм)
«Хто ти такий?» — радянський художній фільм 1989 року, знятий режисером Джаніком Файзієвим на кіностудії «Узбекфільм».

## Сюжет
Молодий лікар, що обслуговує хлопкоробів, їде до міста. На шосе, намагаючись обігнати автоколонну, машину зупиняє ДАІ. Події, що відбуваються далі, — точна і дотепна модель життя, наскрізь пронизаного абсурдними відносинами, безглуздими вимогами та незрозумілими заборонами.

## У ролях
- Бахтіяр Закіров — Тіма, лікар
- Ельйор Насиров — Учкунбай
- Тулкун Таджиєв — Тагаєв
- Михайло Камінський — Юра, бухгалтер
- Закір Мумінов — Халім
- Сейдулла Молдаханов — Салім
- Бахрам Матчанов — таксист
- Еркін Камілов — капітан міліції
- Джавлон Хамраєв — начальник
- Раскельди Кошпанкулов — водій
- Зося Трацевська — епізод
- Н. Кандралієва — епізод
- З. Беканова — епізод
- З. Іргашева — епізод
- Т. Збишевська — епізод
- Є. Белановская — епізод
- Тетяна Березіна — епізод
- Н. Артикова — епізод
- Т. Тарасова — епізод
- К. Булавіна — епізод
- Е. Салахов — епізод
- Туйчі Аріпов — епізод
- Максуд Мансуров — епізод
- Євген Брім — епізод
- М. Іванов — епізод
- Раджаб Адашев — епізод
- М. Мухір — епізод
- М. Зуннунова — епізод
- Рафік Юсупов — епізод
- А. Єнікбаєв — епізод
- Т. Крісталбаєв — епізод
- К. Стуютметов — епізод
- М. Жуманазаров — епізод
- Р. Хікматов — епізод
- Х. Турсунов — епізод
- Юлдуз Хамідова — епізод

## Знімальна група
- Режисер — Джанік Файзієв
- Сценаристи — Юрій Дашевський, Джанік Файзієв
- Оператор — Хамідулла Хасанов
- Композитор — Дмитро Янов-Яновський